# Pretoriamyia sellifera
Pretoriamyia sellifera là một loài ruồi trong họ Tachinidae.